# Shaun Palmer
Shaun Palmer (* 14. November 1968 in San Diego, Kalifornien) ist ein professioneller Mountainbikerennfahrer und Snowboarder aus den Vereinigten Staaten.
Er konnte 9 X-Games Medaillen erringen. Im Jahr 2000 wurde Shaun Palmer während der Laureus World Sports Awards zum Alternativ-Sportler des Jahres gewählt.

## Wirtschaftliche Aktivitäten
Shaun Palmer ist Besitzer und CEO von Palmer Snowboards. Dieses Unternehmen entwickelt, produziert und vertreibt Snowboards, Snowboard-Bindungen und -Accessoires sowie spezielle Skis. Zu den Produkten gehören „Bordercross-Snowboards“ und das „Power-Link-System PLS“.  In Kooperation mit Hansjürg Kessler entwickelt, produziert und vertreibt das  Unternehmen den Palmerski.
Palmer hält die Namensrechte an Activisions Videospiel Shaun Palmer’s Pro Snowboarder.